# Laura Papo

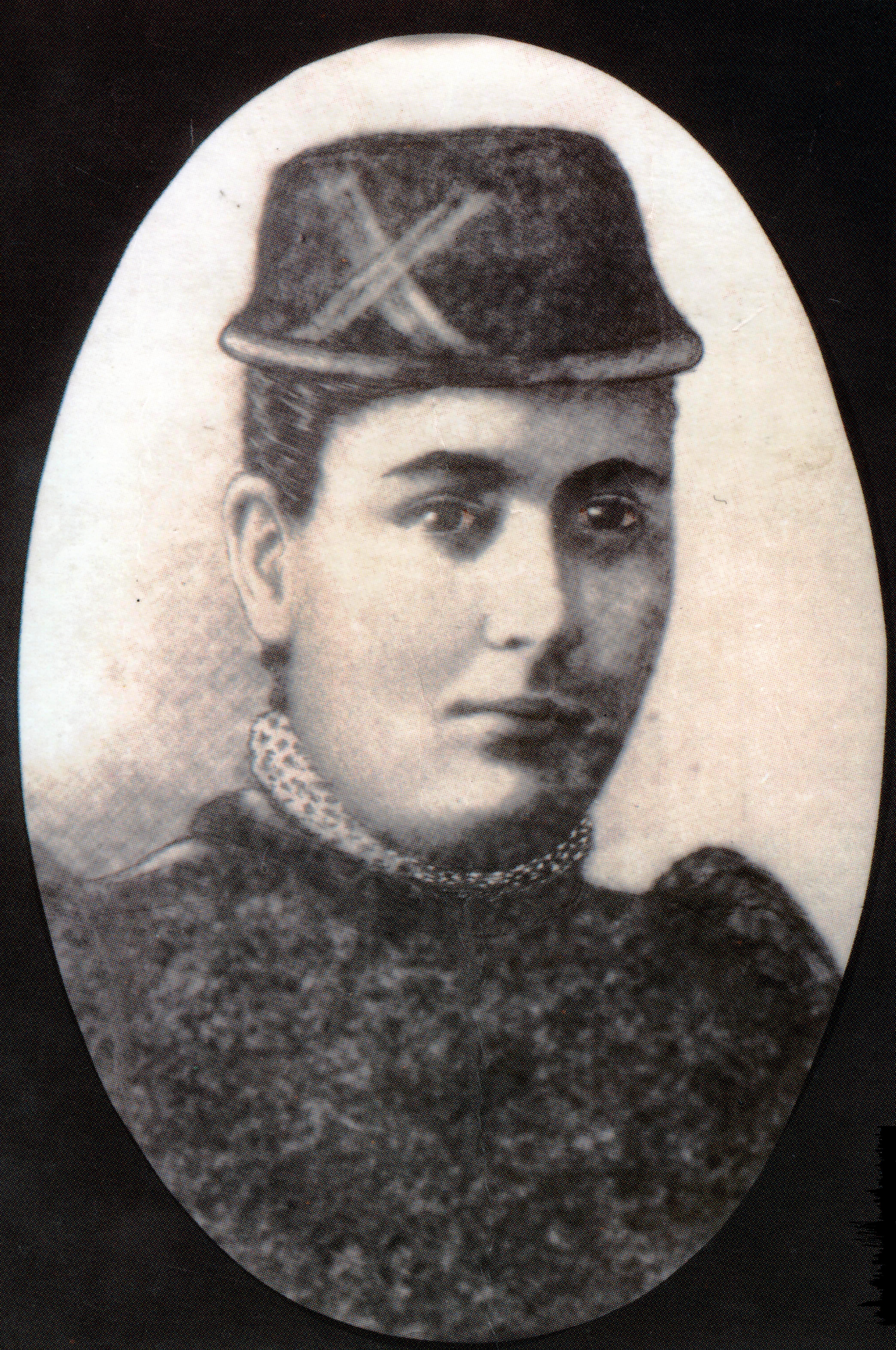
Laura Papo Bohoreta.

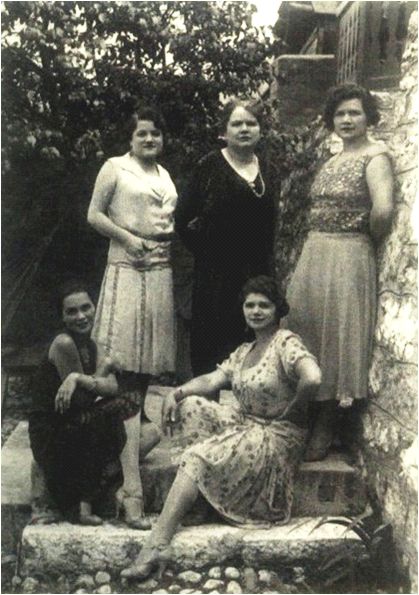
As irmãs Levi.

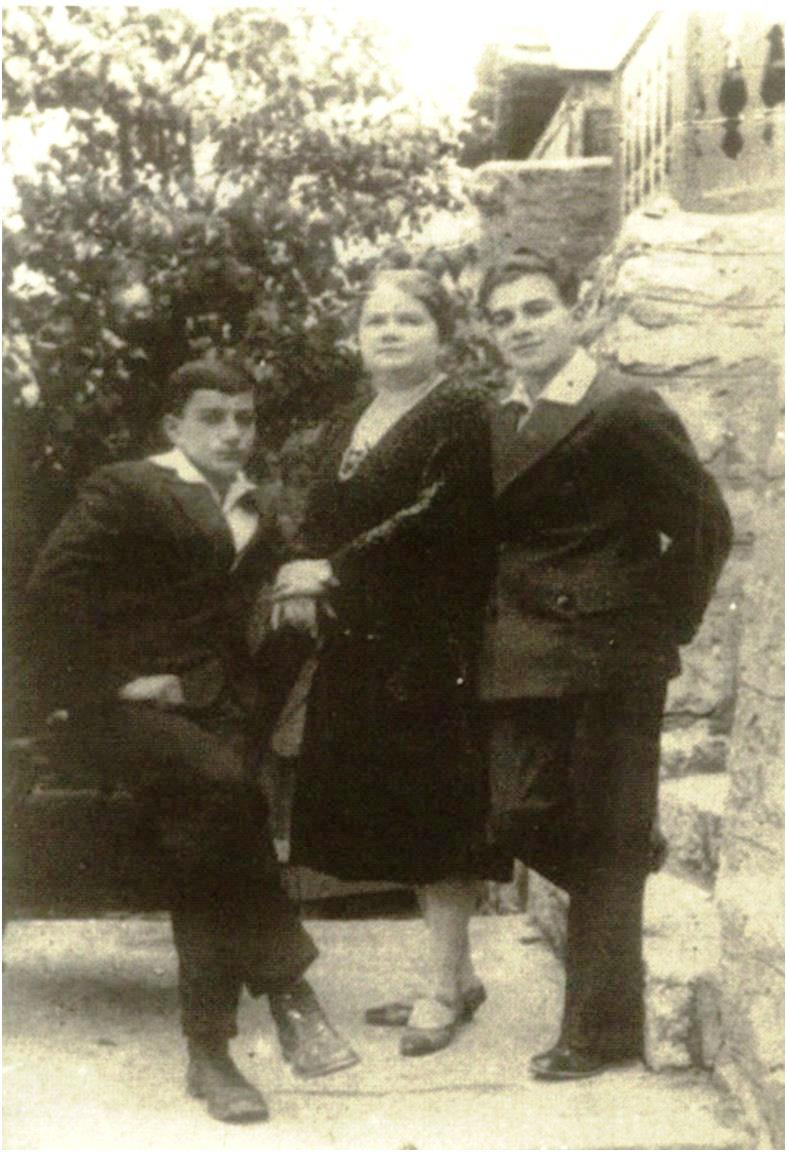
Laura Papo com seus filhos.

Laura Papo (nascida Luna Levi; 15 de março de 1891 – 1942) foi uma feminista, escritora e tradutora judia da Bósnia que dedicou sua pesquisa à condição das mulheres judias da comunidade judia sefardita na Bósnia e Herzegovina. Ela é considerada a primeira escritora judia sefardita e feminista dos Bálcãs. 

## Biografia

### Família e primeiros anos
Laura Papo nasceu em Sarajevo em 15 de março de 1891, numa família judia de baixa renda, filha de Juda e Esther Levi. Ela foi a primeira dos sete filhos do casal. Juda Levi era um negociante, mas como não teve sucesso em Sarajevo, ele mudou sua família para Istambul em 1900, esperando ter mais sucesso lá. Embora ela tenha recebido o nome de "Luna" quando ela nasceu, os pais dela mudaram seu nome ao chegar na Turquia para um nome mais moderno e internacional - Laura. Laura estudou na Escola Francesa para Judeus "Alliance Israélite Universelle" em Istambul durante oito anos. Depois disso, a família de Levi voltou para Sarajevo, tão pobre quanto antes, mas com mais filhos. Para ajudar sua família, Laura deu aulas de francês, latim, alemão e também aulas de piano. Com a ajuda de Laura, suas irmãs Nina, Klara e Blanka (a mãe da escritora sérvia Gordana Kuić) abriram um salão de chapéus, "Chapeau Chic Parisien" em Sarajevo. Ao retornar a Sarajevo, com 17 anos, Laura percebeu que a força da tradição e do folclore sefardita havia começado a se extinguir e então ela começou a colecionar romances, poemas, contos e provérbios sefarditas. Além disso, ela traduziu e adaptou as obras de autores franceses, como por exemplo "Os Filhos do Capitão Grant" de Júlio Verne e "A Alegria dos Medos" de Emile de Girardin ("La joie fait peur - Alegria espanta" ).
Um momento importante em seu engajamento social foi o artigo Die Südslawische Frau in der Politik ("Mulheres eslavas meridionais na política") o qual foi publicado em 1916 no Bosnische Post, um jornal da Bósnia impresso em alemão, no qual Jelica Belović-Bernadzikowska publicou um artigo às mulheres sefarditas na Bósnia e Herzegovina. Neste artigo, a mulher sefardita é descrita como submissa na tradição, uma mulher calada que preserva fielmente os valores do regime patriarcal. O artigo ofendeu muito a Laura, e ela publicou um artigo como resposta, Die Spanolische ("A Espanhola") uma semana depois, no mesmo jornal, com a intenção de apresentar mais realmente a mulher sefardita, seu papel na família, suas virtudes e seus defeitos.

### Casamento e família
Nesse mesmo ano, Laura casou-se com Daniel Papo. Em 1918, nasceu seu primeiro filho, Leon, e um ano depois nasceu Bar-Kohbu, que foi apelidado Kokija. Infelizmente, o casamento de Laura e Daniel não durou muito, pois Daniel sofria de graves transtornos mentais, possivelmente TEPT (ele participou como soldado na Primeira Guerra Mundial) e por isso foi internado em uma instituição psiquiátrica. Laura, com 28 anos, ficou totalmente sozinha com dois filhos pequenos. Nos anos seguintes, ela passou o tempo ganhando a vida e cuidando dos seus filhos. Na Grande Depressão, Laura pensou em sua família e seus filhos, e ela decidiu encontrar uma maneira de ajudar suas irmãs e pais.. Mesmo depois de levar o marido para ser internado permanentemente em uma instituição psiquiátrica, ela não perdeu a fé na vida. Ela trabalhou, escreveu, recolheu material folclórico, apoiou as mulheres da comunidade sefardita da Bósnia, motivou-as a serem esposas, ter filhos, respeitar os costumes de suas mães e avós, mas ao mesmo tempo estar atentas dos tempos em que vivem e se adaptar a eles. Laura não foi uma feminista tradicional em termos de igualdade de direitos entre homens e mulheres, mas em termos de despertar nas mulheres a consciência do poder que elas possuem e que devem perseverar na realização de todos os seus objetivos, de se interessar pela arte, ler, escrever e desenvolver suas personalidades. Laura acreditava que o desenvolvimento da mulher não deve depender do arredor, mas de si mesma, do desejo de progredir.

### Retorno ao engajamento social
Em 1919, Papo escreveu um esboço, "Preparativos para a Páscoa judaica" e o apresentou com suas irmãs em um evento da comunidade judaica. Após o sucesso da apresentação, os representantes da associação "La Benevolencija" solicitaram a Papo que escrevesse uma peça teatral para uma noite organizada pela associação, e assim começou sua carreira teatral entre a comunidade judaica em Sarajevo. Laura voltou ao engajamento social em 1924 em resposta à história nostálgica de Dos vizinas en el kortiju de Avram Romano Buki (As dois vizinhas no pátio em judeu-espanhol), publicado no jornal Jevrejski život (Vida Judia). Avram Romano Buki inventou a história de uma conversa entre dois vizinhas, Lea e Bohoreta. As vizinhas falam casualmente sobre eventos cotidianos, conhecidos e amigos. Laura ficou especialmente zangada com o facto de uma das vizinhas, Lea, ao afirmar que as escolas estão arruinando as jovens, porque agora só elas querem se educar e não querem mais passar, cozinhar, lavar roupa, costurar, nem mimar os maridos.
No próximo número da mesma revista, Laura publicou o artigo Madras ("Mães") e assinou com o pseudônimo Bohoreta. Neste artigo, ela criticou duramente Buki e seu conservadorismo. Ela escreveu pela primeira vez na língua judeu-espanhola, ou Ladino. Segundo Eliezer Papo, ela escolheu o pseudônimo de Bohoreta, um nome em Ladino que significa "a filha primogênita",  para identificar os leitores com a pessoa descrita na história de Buki. Ela se manteve fiel às ideias expressas no artigo Madres ao longo de sua vida e em toda a sua obra literária e dramática: as mulheres devem ser educadas, e não apenas lidar com o trabalho doméstico, porque elas têm que se adaptar à situação atual e futura em que a mulher terá que trabalhar para sobreviver. Laura sabia muito bem do que estava falando, pois conseguiu criar os filhos sozinha graças à sua educação.
Posteriormente, ela publicou no mesmo jornal o romance Morena.

### Dramas em Ladino
Em 1931, com o encorajamento de Vite Kajon, um escritor iugoslavo da sua cidade, ela escreve a monografia La mužer sefardi de Bosna ("A Mulher Sefardita na Bósnia"), baseada no artigo de 1916 de Bernadzikowska-Belović, que foi traduzido para o Bósnio por Muhamed Nezirović ("Sefardska žena u Bosni"). Em seu livro, Laura descreve em detalhes os costumes, a maneira de vestir, cozinhar, as virtudes e os defeitos da mulher sefardita, enfatizando os valores tradicionais que não devem ser esquecidos, mas ao mesmo tempo encorajando as mulheres a se adaptarem à situação atual e aceitar as demandas que lhes são colocadas pelos tempos modernos.
Durante a década de 1930, Laura escreveu vários dramas: o ato único Avia de ser ("Às vezes"), La pasjensija vale mučo ("A paciência dos casais vale a pena"), Tjempos pasados ("Tempos passados"), o drama em três atos Ožos mios ("Meus Olhos") e os dramas de conteúdo social em três atos Esterka, Shuegra ni de baro buena ("A mãe e a cegueira do bem" ) e Hermandat Madrasta, el nombre le abasta ("A Irmandade da Madrasta, o nome fala bastante").
Laura Papo escreveu em ladino numa época em que já havia uma diminuição significativa do uso dessa língua. Renovou e adaptou as expressões ao espírito da época e conseguiu em seus escritos instigar a ligação entre os jovens da comunidade e a língua falada por seus antepassados. Papo colaborou com grupos de teatro juvenil de Sarajevo, os quais ue apresentaram suas peças. Nisso, ela argumentou, ela estava lutando com a "assimilação linguística". Seus escritos foram escritos em três métodos de ortografia. Em geral, suas publicações, artigos e peças teatrais para o público local eram em servo-croata com elementos do judeu-espanhol, o que ajudou a divulgar suas obras na comunidade judia sefardita.
Ela pretendia ensinar às mulheres, através de situações familiares e frequentes em cada família, como viver, como superar os problemas atuais e atender às necessidades da família e também da sociedade moderna. De acordo com a ideologia dela, toda mulher pode ser mãe e trabalhar fora de casa, respeitando a tradição sefardita. Deve-se ter em mente que Laura viveu nos Bálcãs antes, durante e depois da Primeira Guerra Mundial, e entre as duas guerras, durante a Grande Crise Econômica e a perseguição fascista aos judeus em Europa.

### Morte
No início da Segunda Guerra Mundial e do Holocausto, em 1941, seus dois filhos foram levados pelos Ustashas para o campo de concentração de Jasenovac . Abatida pela tristeza e pela preocupação, Laura adoeceu e morreu em 1942 no Hospital das Irmãs da Misericórdia, em Sarajevo, sem saber que seus filhos foram mortos pelos Ustasha no caminho para o campo de Jasenovac.